# Écosystème de connaissances
Pour les articles homonymes, voir Écosystème (homonymie).
Un écosystème de connaissances est une approche de la gestion des connaissances qui prétend favoriser l'évolution dynamique des interactions de connaissances entre différentes entités pour améliorer la prise de décision et l'innovation grâce à l'amélioration des réseaux évolutifs de collaboration,.
Contrairement aux efforts de gestion purement directifs qui tentent soit de gérer soit d’aboutir directement au résultat, les écosystèmes des connaissances adoptent le fait que les stratégies de connaissance doivent se concentrer davantage sur l'activation de l'auto-organisation en réponse à des environnements changeants. L'adéquation entre les connaissances et les problèmes auxquels elles sont confrontés définit le degré d’«aptitude» d'un écosystème de la connaissance. Les écrits traitant de telles approches écologiques incorporent généralement des éléments de théorie des systèmes complexes adaptatifs.

## Éléments-clés
Pour voir l'écologie du savoir comme une opération productive, il est utile de se concentrer sur l'écosystème du savoir qui se trouve à sa base. Comme les écosystèmes naturels, ces écosystèmes ont des connaissances entrantes, internes  et sortantes fonctionnant en relation d'échange ouvert avec leurs environnements. Des couches multiples et différents niveaux de systèmes peuvent être intégrés pour former un écosystème complet. Ces systèmes se composent de ressources de connaissances liées entre elles : des bases de données, des experts humains et des agents des connaissances artificielles qui fournissent collectivement une connaissance en ligne permettant l’exécution de tâches organisationnelles indépendamment du lieu et de la date. La disponibilité des connaissances sur une base disponible partout et à tout moment brouille la frontière  entre l'apprentissage et les performances au travail. Les deux peuvent se produire simultanément et parfois de façon interchangeable.
Les éléments clés des systèmes de connaissances en réseau comprennent:

### Technologies de base[7]
Les écosystèmes de connaissances fonctionnent sur deux types de noyaux technologiques - le premier portant sur le contenu ou les connaissances de fond de l'industrie, et l'autre impliquant du matériel et des logiciels informatiques les télécommunications, qui servent en tant que «technologie procédurale» à la réalisation des opérations. Ces technologies offrent des capacités de gestion des connaissances qui sont bien au-delà des capacités humaines individuelles. Dans un contexte de formation en entreprise, une technologie de fond serait la connaissance de différentes fonctions commerciales, les tâches, les produits des processus de R & D, les marchés, les finances et les relations. La recherche, la codification, la documentation, la publication et le partage des ressources électroniques créent ces connaissances de fond. Les communications entre ordinateurs et entre les êtres humains permettent aux écosystèmes de connaissances d’être interactif et réactif au sein d’une communauté plus large et dans ses sous-systèmes.

### Interdépendances critiques[8]
La connaissance organisationnelle réside dans un réseau complexe d'individus, dans des systèmes et des procédures à l'intérieur et l'extérieur de l'organisation. Ce réseau est établi sous la forme de relations sociales et technologiques. Les relations reflètent les intérêts vitaux et les histoires mutuelles. Les éléments du réseau sont dépendants les uns des autres pour les ressources et la survie mutuelle. Accéder et utiliser ce réseau de connaissances implique la compréhension et le maintien de l'intégrité des relations sous-jacentes.

### Moteurs et agents de la connaissance[9]
Il s'agit d’un système de création de connaissances comprenant des processus de recherche et développement, des experts, des gestionnaires ou administrateurs opérationnels, des logiciels, des ressources pour archiver les connaissances et des bases de données. Les agents de connaissance sont des logiciels indépendants qui effectuent des fonctions dédiées d’organisation des connaissances. Pour la formation en entreprise dans le cadre l'écosystème des connaissances, ces moteurs et ces agents comprennent chercheurs, professeurs ou formateurs, des ressources d'information WWW, des bases de données d’entreprises et d'industries et des logiciels spécifiques pour l'accomplissement de tâches stratégiques.

### Des actions performatives[10]
La connaissance organisationnelle est converti en valeur économique à travers des processus qui impliquent une action. Ces actions peuvent être cognitives comme l'apprentissage ou la décision, ou des actions physiques telles que la préparation d'un repas ou le remplissage d’un chèque, et des actions sociales telles que l'organisation ou les divertissements. Les tâches organisationnelles requièrent le plus souvent que toutes ces actions ainsi que d'autres se produisent d'une manière liée afin de créer de la valeur. Elles se produisent dans les espaces physiques, des espaces électroniques, les transactions économiques et des échanges communicatifs des tâches de la connaissance.

## Pour approfondir
- Clippinger, J. (ed.). The Biology of Business: Decoding the Natural Laws of Enterprise, San Francisco, CA: Jossey-Bass, 1999.
- March, James G. A Primer on Decision-Making. (1994)
- March, James G. The Pursuit of Organizational Intelligence. (1998)